# Deutscher Werkbund

Logo, Entwurf von Anton Stankowski, 1963

Der Deutsche Werkbund e. V. (DWB) wurde am 6. Oktober 1907 als wirtschaftskulturelle „Vereinigung von Künstlern, Architekten, Unternehmern und Sachverständigen“ auf Anregung von Hermann Muthesius, dem Heilbronner Politiker Friedrich Naumann und Henry van de Velde in München gegründet. Sein Sitz ist in München.

## Ziele
Der Verein zielte auf eine „Veredelung der gewerblichen Arbeit im Zusammenwirken von Kunst, Industrie und Handwerk, durch Erziehung, Propaganda und geschlossene Stellungnahme zu einschlägigen Fragen“. Er setzte damit die schon bestehenden Ansätze der von John Ruskin inspirierten Reformbewegungen fort. Unter Berufung auf einen moralisch fundierten Qualitätsbegriff versuchte man eine neue Warenästhetik für die kunstgewerbliche Industrieproduktion zu etablieren, die sich bislang überwiegend mit Kopien und Adaptionen der alten handwerklichen Formvorbilder mit ihrer oft reichen Ornamentik begnügt hatte. Laut dem Kunsthistoriker Christian Demand baute „die ästhetische Bildungsagenda des […] Werkbunds […] auf die unmittelbare Überzeugungskraft von Begriffen wie Material-, Form- und Werkgerechtigkeit“. Zentrales Anliegen war die Suche nach einer neuen, durch „Zweck“, „Material“ und „Konstruktion“ bedingten Formgebung (auch als „Form follows function“ bekannt), die man auch als „Sachlichkeit“ bezeichnete – und die in den 1920er Jahren dann unter dem Topos „Neue Sachlichkeit“ erneut thematisiert werden sollte. Diese Forderung nach einer technisch wie ästhetisch hochwertigen Qualitätsproduktion wurde in einen programmatischen Gegensatz gesetzt zu einer scheinbar nur am Profit orientierten bisherigen Praxis des industrialisierten Kunstgewerbes.

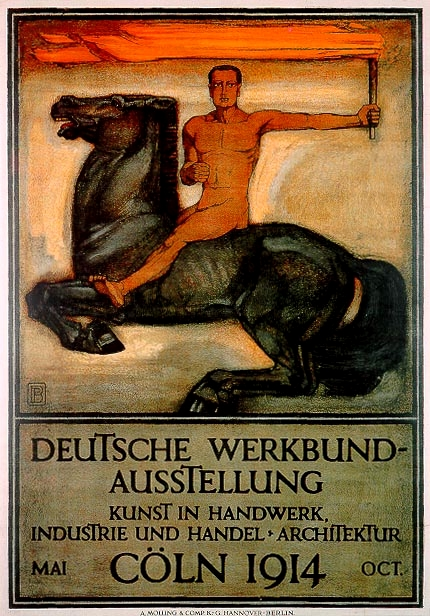
Plakat für eine Ausstellung des Deutschen Werkbundes 1914 in Köln; Entwurf: Peter Behrens; Lithographie/Steindruck:
A. Molling & Comp. KG Hannover-Berlin

Um dem in diesem Zusammenhang beklagten Qualitätsverfall des Kunstgewerbes entgegenzuwirken, sollte nun eine den spezifischen Bedingungen der maschinellen Produktion adäquate Gestaltungsweise entwickelt werden, die sich insbesondere durch Ornamentlosigkeit und Schlichtheit der Formen auszeichnete. In den zahlreichen Publikationen und Ausstellungen des Werkbundes sollte dieser neuen Ästhetik durch beispielhafte Formgestaltungen von Gebrauchsgegenständen bei Konsumenten und Herstellern zugleich zu größerer Popularität verholfen werden.
Außerdem hoffte man unter dem expansiven Motto Vom Sofakissen zum Städtebau auch weit über die Industrieproduktion hinaus für die ganze Welt der alltäglichen Gebrauchsgegenstände einschließlich der Architektur einen damals sogenannten „modernen Stil unserer Zeit“ von epochaler Dauerhaftigkeit etablieren zu können. Im Hintergrund stand dabei die berühmte Prognose Gottfried Sempers, dass der Neuanfang in der Architektur nur vom Kunstgewerbe und den Kunstindustrien ausgehen könne. Entsprechend richtete man hinsichtlich der Verbreitung der neuen Formen besondere Erwartungen an die marktbeherrschenden Kräfte der industriellen Massenproduktion und wünschte schließlich auf diesem Wege auch eine Art „Geschmackskartell“ aufzubauen (siehe dazu die Rede von Hermann Muthesius auf der Kölner Werkbundausstellung 1914). Wobei es aber bei der Kölner Ausstellung zu einem Richtungsstreit zwischen den Vertretern der Typisierung (Muthesius) und denen des Individualismus (van de Velde) kam (sog. Typisierungsdebatte).
Der Deutsche Werkbund wurde Vorbild von Neugründungen in vielen anderen Ländern, so des Österreichischen Werkbunds (1912), des Schweizerischen Werkbunds (1913), des Tschechischen Werkbunds (1920), des Werkbunds der Deutschen in der Tschechoslowakei (1925), des Ungarischen Werkbunds (1931) und des Chinesischen Werkbunds (1941).
Zu den angesehensten Kritikern des Bundes gehörten Adolf Loos und Werner Sombart, wobei Loos den künstlerischen Anspruch des Vereins angriff und betonte, dass nur der unbedingte Funktionalismus zur Herausbildung zeitgemäßer Stile führen würde, während Sombart vor allem darauf verwies, dass das erzieherische Programm des Werkbunds zwangsläufig zum Scheitern verurteilt sei. Christian Demand stellte 2016 rückblickend fest, dass „der missionarische Furor, der die Aktivitäten des Werkbunds über Jahrzehnte begleitete, […] Anfang der 1970er Jahre mit der ernüchternden Einsicht [abklang], dass in einer auf allen Lebensgebieten sich zunehmend pluralisierenden Gesellschaft, deren Mobilität und Wohlstand, deren Wünsche und technologische Möglichkeiten ständig expandierten, selbst unter Fachleuten schlicht kein verbindlicher ästhetischer Konsens mehr herzustellen war.“
Heute setzt sich der Werkbund für ein qualitätvolles Gestalten der humanen Umwelt ein. Diskursiv, interdisziplinär und gemeinnützig ausgerichtet verfolgt er seine Ziele mit Veranstaltungen, Exkursionen, Publikationen, Ausstellungen und beispielhaften Projekten.

## Geschichte

### Chronologische Übersicht
- 1907: Gründung des Deutschen Werkbundes in München
- 1909: Gründung des Deutschen Museums für Kunst in Handel und Gewerbe in Hagen
- 1911: Ausstellung: „Gewerbe-, Industrie- und Kunstausstellung zu Crefeld“ im Kaiser-Wilhelm-Museum unter der Leitung der Handwerker- und Kunstgewerbeschule Krefeld
- 1913/1914: Gründung der Dürerbund-Werkbund-Genossenschaft[6]
- 1914: Ausstellung: Kölner Werkbundausstellung
- 1915: Herausgabe Deutsches Warenbuch[7], später Deutsche Warenkunde und Warenkunde
- 1917/1918: Ausstellungen in Basel, Winterthur, Bern und Kopenhagen[8]
- 1922: Erste Ausgabe der Zeitschrift „Die Form“[9]
- 1924: Ausstellung: Industrielle Formgebung in Berlin (Die Form)[10]
- 1927: Ausstellung: „Die Wohnung“ Industrielle Formgebung in Stuttgart (Weißenhofsiedlung)
- 1929: Ausstellung: Industrielle Formgebung in Breslau (WUWA)
- 1929: „Film und Foto“-Ausstellung in Stuttgart (avantgardistischen Fotografie der zwanziger Jahre).
- 1930: Ausstellung „Die Wohnung“ unter der Leitung von Walter Gropius in Paris
- 1932: Ausstellung: Werkbundsiedlung Wien
- 1933: Gleichschaltung durch die Nationalsozialisten
- 1935: Letzte Ausgabe von „Die Form“ als Sonderheft mit dem Untertitel „Schönheit der Arbeit“[11]
- 1938: Auflösung[12]
- 1947: Neugründung nach föderalistischem Prinzip mit acht Landesbünden in Rheydt
- 1949: Ausstellung „Neues Wohnen“ und die „Gute Form“ in Köln
- 1952: Herausgabe der Zeitschrift Werk und Zeit (bis 2007)
- 1972: Gründung des Werkbundarchivs als Museum der Alltagskultur des 20. Jahrhunderts im Martin-Gropius-Bau in Berlin
- 1983: Gründung wohnbund e. V.
- 1987: Gründung der Werkbund Werkstatt Nürnberg
- 1997: Austritt der Landesbünde Nord, Berlin und Bayern aus dem Dachverband[13]
- 2000: Gründung der Werkbundakademie Darmstadt als Verein[14]
- 2007: Ausstellung 100 Jahre Deutscher Werkbund in München[15]
- 2009: Wiedervereinigung aller Landesbünde unter dem Dach des Deutschen Werkbunds e. V.[16]

### 1907 bis 1948
Am 5. und 6. Oktober 1907 trafen angesehene Künstler, Architekten, Kunsthandwerker, Industrielle, Kaufleute und Schriftsteller im Münchner Hotel Vier Jahreszeiten zusammen, die das Werk, also das Produkt ihrer Arbeit, in den Mittelpunkt ihres Denkens und Handelns stellten. Sie gaben sich den Namen „Werkbund“ und formulierten die Aufgaben in der Satzung: „Der Zweck des Bundes ist die Veredelung der gewerblichen Arbeit im Zusammenwirken von Kunst, Industrie und Handwerk durch Erziehung, Propaganda und geschlossene Stellungnahme zu einschlägigen Fragen.“ Mit dieser Zielsetzung vertrat der Werkbund einen ethisch fundierten Qualitätsbegriff, der Materialgerechtigkeit, Zweckmäßigkeit, Gediegenheit und Nachhaltigkeit beinhaltete. Die Werkbund-Gründung war ein Protest gegen Historismus und Kulturverfall der menschlichen Umwelt – der Geräte und Möbel, der Wohnungen und Arbeitsstätten, der Häuser, Straßen, Städte und Landschaften. Sie war zugleich ein Aufruf zur künstlerischen, sittlichen und sozialen Erneuerung. Die Werkbundgründer sahen das entscheidende Problem in der Entfremdung des Produktes vom Schaffenden. Sie sahen auch, dass es notwendig war, diese Entfremdung innerhalb der industriellen Entwicklung zu überwinden. Bei der Formel „Veredelung der gewerblichen Arbeit“ ging es daher nicht nur um die Hebung der Qualität der Produkte, sondern auch um die „Veredelung“ des Arbeitsvorganges selbst.
Gründungsmitglieder waren zwölf Künstler und zwölf Unternehmen:
- Peter Behrens, Theodor Fischer, Josef Hoffmann, Wilhelm Kreis, Max Laeuger, Adelbert Niemeyer, Joseph Maria Olbrich, Bruno Paul, Richard Riemerschmid, Jakob Julius Scharvogel, Paul Schultze-Naumburg, Fritz Schumacher
- Besteckfabrik Peter Bruckmann & Söhne (Heilbronn), Deutsche Werkstätten für Handwerkskunst (Dresden), Verlag Eugen Diederichs (Jena), Schriftgießerei Gebr. Klingspor (Offenbach am Main), Druckerei „Künstlerbund Karlsruhe“, Poeschel & Trepte (Karlsruhe), Saalecker Werkstätten, Vereinigte Werkstätten für Kunst im Handwerk (München), Werkstätten für deutschen Hausrat Theophil Müller (Dresden), Wiener Werkstätte, Metallwerkstatt Wilhelm & Co. und Weberei Gottlob Wunderlich

Als erster Geschäftsführer des Werkbunds wurde Wolf Dohrn, langjähriger Mitarbeiter von Friedrich Naumann, berufen, der in den Folgejahren wesentlichen Anteil an der Planung und dem Bau der Gartenstadt Hellerau haben sollte.
Hermann Hesse schrieb 1912 über den Werkbund: „Im Deutschen Werkbund arbeiten Künstler mit Handwerkern und Fabrikanten zusammen und zwar gegen den Schund zugunsten der Qualitätsarbeit. Es ist etwa der Ruskinsche Gedankenkreis, aber moderner, praktischer und weniger eng determiniert. Es handelt sich um den Geschmack als moralische Angelegenheit, aber Moral ist hier gleichbedeutend mit Volkswirtschaft.“
Die Geschichte des Werkbunds lässt sich insgesamt nur als höchst wechselhaft beschreiben. Vor dem Ersten Weltkrieg war der Werkbund erfolgreich: Die Mitgliederzahl hatte sich von 1912 auf 1914 auf 1870 verdoppelt, die Mitglieder erhielten lukrative Aufträge von öffentlichen Stellen wie Armee, Marine und Zivilbehörden. Der Erste Weltkrieg bildete eine tiefe Zäsur in der Geschichte des Werkbunds. In der Anfangsgeschichte gehörten Friedrich Naumann, Fritz Schumacher, Georg Wrba, Karl Schmidt und Hermann Muthesius zu den maßgeblichen Persönlichkeiten. Der Höhepunkt und Endpunkt dieser ersten Phase war die große Ausstellung von 1914 in Köln, die den Werkbund im Zuge einer großen Ideologiedebatte (der sogenannte Typenstreit) an den Rande einer Spaltung brachte.
Nachdem sich die erste Generation der Werkbundmitglieder gegen Ende des Krieges zurückgezogen hatte, gelangte der Werkbund im Laufe der 1920er Jahre zunehmend unter den Einfluss der Bauhaus-Ideen; Walter Gropius war schon lange vor dem Ersten Weltkrieg Mitglied, jedoch in einer gewissen Allianz mit Henry van de Velde und Bruno Taut an seinem Widersacher Muthesius 1914 zunächst gescheitert. Ludwig Mies van der Rohe wurde in den 1920er Jahren schließlich eines der führenden Mitglieder, wobei die Ausstellung Neues Bauen und die Werkbund-Ausstellung „Siedlung am Weißenhof“ 1927 in Stuttgart sicherlich als Meilensteine dieser Phase des Werkbundes gelten dürfen. Ihr folgte 1929 die Bauausstellung „Wohnung und Werkraum“ in Breslau (WuWa-Siedlung) und im selben Jahr die „Film und Foto“-Ausstellung in Stuttgart. Mit dieser wohl wichtigsten Schau der avantgardistischen Fotografie der 1920er Jahre, die einen internationalen Querschnitt von der UdSSR (El Lissitzky, Alexander Rodtschenko) bis zu den USA (Edward Weston) vorstellt, gelangen die visuellen Medien stärker ins Blickfeld des Werkbundes. 1930 fand in Paris eine vom deutschen Außenministerium unterstützte Werkbundausstellung zum Thema Die Wohnung statt, die von Walter Gropius – selbst Mitglied des Werkbundes – unter Mitarbeit von Marcel Breuer, Herbert Bayer und László Moholy-Nagy organisiert wurde.

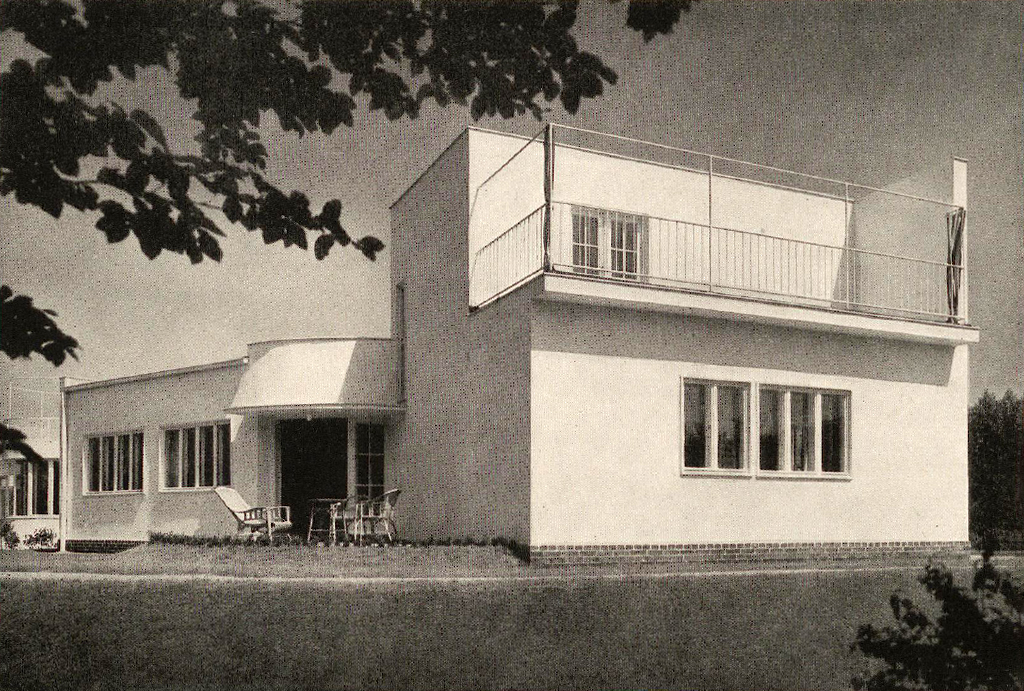
Werkbundsiedlung Breslau (1929)

Von 1918 bis 1933 war Theodor Heuss Geschäftsführer und Vorstandsmitglied. Nach der Machtübernahme der Nationalsozialisten 1933 wurde die Satzung des Werkbunds den Vorstellungen der Partei („… allein im Deutschen Handwerk ist die Kunst verwurzelt …“) angepasst. Den Vorsitz übernahm das Mitglied der NSDAP und der SA Carl Christoph Lörcher. 1934 wurde der Verein auf seiner letzten Tagung in Königsberg (Ostpreußen) aufgelöst. Jedoch wurde die gleichgeschaltete Organisation bis 1938 mit dem altbekannten Namen unter der Leitung des Nationalsozialisten Hermann Gretsch fortgeführt.
Nach dem Krieg begannen schon 1945 Initiativen für eine Neugründung in Sachsen und Berlin tätig zu werden. Jedoch entstanden zunächst in schneller Folge Landeswerkbünde, so zuerst die Deutschen Werkbünde Bayern und Hessen (1947) und später auch der Werkbund Berlin (1949) und die anderen Werkbünde. Die Einigung auf eine Wiedergründung des Deutschen Werkbunds erfolgte 1947 in Rheydt in einem von Hans Schwippert organisierten Treffen, an dessen Abschluss das „Rheydter Manifest“ stand. Auf diese Planung erfolgte die offizielle Wiederbegründung 1950 im Kloster Ettal, in der die föderalistische Organisation beschlossen wurde.

### 1949 bis 1987
Theodor Heuss wurde 1949 nach seiner Tätigkeit als Geschäftsführer des Werkbundes zum Bundespräsidenten der Bundesrepublik gewählt. 1952 erschien das erste Heft der Zeitschrift werk und zeit. Als Signet diente der Hahn (Entwurf Ewald Mataré) des früheren Deutschen Werkbundes in leicht abgewandelter Form. Im Jahr 1953 erfolgte die Gründung des Rates für Formgebung in Darmstadt. Dieser veröffentlichte bis 1961 den Katalog „Deutsche Warenkunde“, in dessen Inhalt vorbildliche Gebrauchsgeräte beschrieben wurden.
Bei der 1957 im Berliner Hansaviertel stattfindenden Interbau nahm auch der Deutsche Werkbund teil. Ein Jahr später entwarf Walter Rossow den Außenraum für den Pavillon zur Weltausstellung in Brüssel. 1960 fand in München eine Werkbundtagung mit dem Thema „Die Landschaft muss das Gesetz werden“ statt.
In den Jahren 1965 und 1966 folgten weitere Werkbundtagungen in Berlin und Hannover, 1968 erneut in Berlin (Thema: „Die Generation und ihre Verantwortung für unsere Umwelt“).
1972 wurde das Werkbund-Archiv in Berlin gegründet, dabei handelt es sich jedoch um eine vom Werkbund unabhängige Institution.
1983 wurde auf einem Werkbund-Kongress in Darmstadt der wohnbund e. V. gegründet, dessen Schwerpunkt wohn- und stadtentwicklungspolitischen Innovationen sind.
In den Jahren 1986 und 1987 erfolgte der Umzug des Werkbundes von Darmstadt nach Frankfurt am Main.

### 1988 bis 2007
Im Jahr 1988 wurde das Rhein-Kolleg gegründet. In den nächsten zwei Jahren zeigte der Werkbund die zwei Ausstellungen „ex und hopp – Das Prinzip Wegwerf – Eine Bilanz mit Verlusten“ (1989) und „Vom Bauhaus bis Bitterfeld“ (1990). Am 6. März 1992 wurde als erster Werkbund in den neuen Bundesländern der Deutsche Werkbund Sachsen e. V. ins Leben gerufen. In den Jahren darauf wurden die Laboratorien der Zivilisation/Akademie Deutscher Werkbund gegründet, deren Aufgabe es ist, sich mit Gestaltungsfragen auseinanderzusetzen. 1995 wurde in Frankfurt mit der Ausstellung „Warchitekture – Sarajevo, eine verwundete Stadt“ der Krieg in Jugoslawien thematisiert.
1996 wurde in Dresden-Hellerau das Werkbundhaus eingeweiht. Im selben Jahr wurden sämtliche Fördermittel der Länder und der Stadt Frankfurt gestrichen. Die Folge waren starke finanzielle Schwierigkeiten sowie die Schließung der Bundesgeschäftsstelle in Frankfurt. Nach der Übernahme des Dachverbandes durch den Landwerkbund Bayern wurde in den kommenden vier Jahren die schlechte Finanzlage in Angriff genommen. Die Geschäftsstelle wechselte zunächst nach München, später dann zurück nach Darmstadt (1999). 1997 traten die Landesbünde Nord, Berlin und Bayern aus dem Dachverband aus. Seit 1998 wird jährlich ein Werkbundtag mit wechselndem Thema ausgerichtet. Deutschlandweit veranstalten die einzelnen Mitglieder des Deutschen Werkbunds eine Vielzahl von Ausstellungen, Symposien und öffentlichen Tagungen.

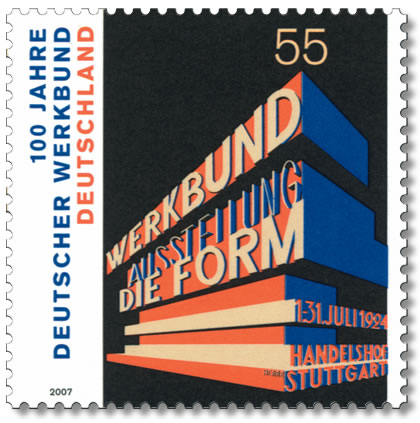
Briefmarke zum 100-jährigen Bestehen (Deutsche Post 2007)

### 2007 bis heute
Zum 100-jährigen Bestehen des Deutschen Werkbunds 2007 zeigte das Architekturmuseum der Technischen Universität München in der Pinakothek der Moderne in Zusammenarbeit mit dem Institut für Geschichte und Theorie der TU Darmstadt, dem Institut für Auslandsbeziehungen und der Neuen Sammlung die seit langem erste große Gesamtdarstellung über den Deutschen Werkbund. Der Werkbund Bayern initiierte zum Jubiläum den Bau einer neuen Werkbundsiedlung in München, der Gründungsstadt des Werkbunds. Über einen internationalen Architektenwettbewerb wurde der Entwurf des japanischen Architekten Kazunari Sakamoto als städtebauliches Konzept der Werkbundsiedlung Wiesenfeld ausgewählt. Die Deutsche Post würdigte das 100-jährige Jubiläum durch die Herausgabe einer 55-Eurocent-Sonderbriefmarke, ihre Erstausgabe war am 11. Oktober 2007.
Zum hundertsten Geburtstag des Werkbunds wurden Verhandlungen über eine Wiedervereinigung aller Landesbünde begonnen, die 2008 zum Abschluss kamen, seitdem sind alle deutschen Landeswerkbünde wieder unter dem Dach des Deutschen Werkbunds e. V. vereint. Von 19. bis 21. Juni 2009 fand zum ersten Mal in diesem Rahmen wieder der Deutsche Werkbundtag in München mit dem Schwerpunkt „Zukunft des Wohnens“ statt. Der Deutsche Werkbundtag 2010 war im Sommer 2010 in Oberhausen.
2013 wurde in Dessau der Deutsche Werkbund Sachsen-Anhalt gegründet.
2014 ergriff die Werkbundakademie Darmstadt die Initiative zur erfolgreichen Bewerbung der Region Frankfurt RheinMain zum World Design Capital 2026.
2023 erfolgte der Umzug des Werkbunds von Darmstadt nach München.

## Struktur
Die Werkbund ist interdisziplinär, seine Mitglieder sind Personen und Unternehmen aus den Bereichen Gesellschaft, Architektur, Landschaft, Wohnen, Design, Kunst, Denkmalpflege, Soziales und Energie, die das Ziel einer qualitätvollen Gestaltung der Umwelt eint. Die Werkbundmitglieder werden berufen. Insgesamt hat der Deutsche Werkbund rund 1.500 Mitglieder.
Der Werkbund ist in Deutschland regional gegliedert, es gibt die 10 Landesbünde Bayern, Baden-Württemberg, Berlin, Hessen, Nord, Nordrhein-Westfalen, Rheinland-Pfalz, Saarland, Sachsen und Sachsen-Anhalt. Der Deutsche Werkbund e. V. mit Sitz in München ist der Dachverband der deutschen Landeswerkbünde. Nationale Werkbünde gibt es auch in der Schweiz (Schweizerischer Werkbund) und Italien, historisch gab es darüber hinaus Werkbünde in Österreich (Österreichischer Werkbund) und der Tschechoslowakei.
Initiiert durch den Architekturhistoriker Werner Durth, formierte sich 2006 an der Technischen Universität Darmstadt eine Gruppe Studierender unter dem Namen wb.jung, die als „werkbund.jung“ in einzelnen deutschen Werkbünden als Projektgruppe tätig ist – wie es auf einer Klausurtagung des Deutschen Werkbunds in Kassel im März 2011 ermöglicht worden ist. Aktuell gibt es werkbund.jung-Initiativen im Rhein-Main-Gebiet und Detmold. Er organisiert in Absprache mit den verantwortlichen Werkbünden Projekte (Ausstellungen, Veröffentlichungen etc.)

## Aktivitäten
Die Mitglieder des Deutschen Werkbunds veranstalten Ausstellungen, Symposien und öffentlichen Tagungen. Besonderheit ist die Errichtung von Mustervorhaben für Wohnquartiere – die Werkbundsiedlungen. In der Zeit nach dem Zweiten Weltkrieg waren Werkbundkisten Teil einer gesamtdeutschen Bildungsinitiative.
Die jährlichen Werkbundtage mit wechselndem Thema sind heute die zentrale Veranstaltungen des Werkbunds.
- 1987: „Was heißt noch gestalten“, Frankfurt[33]
- 1999: „Stadtkultur im Dialog. Ost-westliche Erfahrungen“, Dresden-Hellerau[33]
- 2000: „Von Menschen und Dingen – Eine wissenschaftliche Revue“, Karlsruhe[33]
- 2001: „Geld bewegt, Geist beflügelt“, Frankfurt[33]
- 2002: „Stadtentwicklung – wer macht das Spiel?“, St. Ingbert[33]
- 2003: „Auf zu neuen Ufern – planen gegen den Strom“, Mainz[33]
- 2004: „Man muss Stellung nehmen. Julius Posener – Werk und Wirkung“, Berlin[34]
- 2005: „Provokation Zukunft“, Bremen[35]
- 2006: „Umbruch gestalten“, Dresden-Hellerau[36]
- 2007: „Von der guten Form zum guten Leben“, Karlsruhe
- 2009: „Labor Stadt – Zur Zukunft des Wohnens in der Stadt“, München[37]
- 2010: „Die Erfindung der Zukunft“, Oberhausen[38]
- 2011: „leben // gestalten“, Frankfurt[39]
- 2012: „RheinSchiene und WarenStrom“, Koblenz[40]
- 2013: „Das kreative Potential der Ungewissheit“, Hannover/Hamburg[41]
- 2014: „IndustrieKulturen“, Leipzig[42]
- 2015: „Kultur-Landschaft in einer grenzenlosen (?) Großregion“, Saarbrücken[43]
- 2016: „WerkBundStadt“, Berlin[44]
- 2017: „Zukunft von Arbeit und Bildung“ Nürnberg[45]
- 2018: „Transformation – Beispiele des Wandels“, Basel[46]
- 2019: „Der gedeckte Tisch“, Dessau[47]
- 2020 bis 2022: pandemiebedingte Pause
- 2023: „Gemeinsam“, München[48]
- 2024: „Über Formen – Über Grenzen / Transformation transfrontalière“, Saarbrücken

Mit dem Werkbund Label zeichnet der Deutsche Werkbund Baden-Württemberg seit 2006 in zweijährigem Turnus Projekte, Ideen, Unternehmen, Konzepte und Produkte aus, die prototypisch, innovativ und gesellschaftlich wichtig sind und/oder für gute Gestaltung stehen.

## Frage des Urheberrechtsschutzes
Der Werkbundgründung unmittelbar vorangegangen war eine Novellierung des Urheberrechtsgesetzes, so dass es zum ersten Mal möglich wurde, die Formerfindungen des Künstlers des Kunstgewerbes bzw. des neuentstehenden „Industrial Designs“ (etwa eines Peter Behrens) vor beliebiger Nachahmung zu schützen, wodurch die Künstler bzw. „Designer“ in rechtlicher Hinsicht zu einem gleichberechtigten Partner des industriellen Herstellers geworden waren. Der Werkbund suchte wie die neue Gesetzgebung zum Geschmacksmusterschutz eine Antwort auf die mit dem Jugendstil entstandene Problematik der Plagiate, die nicht nur etliche Künstler um die wirtschaftlichen Früchte ihrer entwerferischen Leistungen gebracht hatte, sondern in Augen vieler Kritiker auch dazu geführt hatte, dass der Jugendstil im Zusammenspiel mit den seit der Industrialisierung entfesselten Marktkräften als Modewelle ebenso rasch verebbte wie die im 19. Jahrhundert vorausgegangenen Stilmoden. Die Stilmoden des Historismus suchten ihre Formvorbilder allerdings im historischen Material, weshalb die Frage nach den Rechten des Entwerfers an seinen Formen und Zeichen erst mit dem Jugendstil und der rasch anwachsenden industriellen Massenproduktion wirklich akut wurde. Dies ist immer noch ein wichtiges Handlungsfeld des Deutschen Werkbundes, dem sich Rido Busse mit seiner Initiative Plagiarius widmet.

## Vorsitzende
| - 1907–1909: Theodor Fischer - 1909–1919: Peter Bruckmann - 1919–1921: Hans Poelzig - 1921–1926: Richard Riemerschmid - 1926–1932: Peter Bruckmann (1932 Ehrenvorsitzender) - 1932–1933: Ernst Jäckh - 1933–1935: Carl Christoph Lörcher - 1935–1938: Hermann Gretsch - 1950–1963: Hans Schwippert - 1963–1964: Otto Haupt - 1964–1969: Adolf Arndt - 1969–1973: Hans Paul Bahrdt - 1973–1976: Julius Posener - 1976–1983: Lucius Burckhardt - 1983–1985: Anna Teut | - 1985–1996: Hermann Glaser - 1996–1999: Peter Zlonicky - 1999–2006: Hans Rudolf Güdemann - 2006–2008: Bernd Sikora - 2008: Hans-Jörg Oehm - 2009: Dieter Koppe - 2010: Roland Günter - 2011: Ulf Kilian - 2012: Marlen Dittmann - 2013: Maria Pfitzner - 2014: Babett Börner - 2015: Mark Linnemann - 2016: Paul Kahlfeld - 2017–2023: Christian Böhm - seit 2023: Jan R. Krause |

## Mitglieder (Auswahl)
- Konrad Adenauer
- Otl Aicher
- Alfred Johann Altherr
- Michael Andritzky
- Adolf Arndt
- Anker-Werke Delmenhorst
- Ferdinand Avenarius
- Hans Paul Bahrdt
- Max Bächer
- Otto Bartning
- Willi Baumeister
- Adolf Behne
- Peter Behrens
- Ruth Berktold
- Hendrik Petrus Berlage
- Richard Berndl
- August Biebricher
- Dominikus Böhm
- Paul Bonatz
- Jan Bormann
- Johann Michael Bossard
- Raymund Brachmann
- Margarethe von Brauchitsch
- Fritz August Breuhaus de Groot
- Bazon Brock
- Peter Bruckmann
- Ulrich Böhme
- Max Burchartz
- Lucius Burckhardt
- Charles Crodel
- Carl Otto Czeschka
- Wilhelm von Debschitz
- Franz Karl Delavilla
- Peter A. Demeter
- Walter Dexel
- Eugen Diederichs
- Bruno Dörpinghaus
- Werner Durth
- Karl Duschek
- Adolph Eckhardt
- Egon Eiermann
- Albert Eitel
- August Endell
- Jupp Ernst
- Lyonel Feininger
- Theodor Fischer
- Wend Fischer
- Karl Ganser
- Andrea Gebhard
- Ruth Hildegard Geyer-Raack
- Ludwig Gies
- Werner Glasenapp
- Hermann Glaser
- Hansjörg Göritz
- Harry Graf Kessler
- Gustav Gericke
- Uta Graff
- Hermann Gretsch
- Herbert Groethuysen
- Walter Gropius
- Moritz Hadda
- Richard Hamann
- Luise Harkort
- Hugo Häring
- Hans Heckner
- Max Heidrich
- Erwin Heerich
- Helmut Hentrich
- Hans Hertlein
- Max Hertwig
- Thomas Herzog
- Theodor Heuss
- Lucy Hillebrand
- Georg Hirth
- Herbert Hirche
- Ot Hoffmann
- Helmut Hofmann
- Ferdy Horrmeyer
- Paul Horst-Schulze
- Klaus Humpert
- Ernst Jäckh
- Thomas Jocher
- Margarete Junge
- Regine Keller
- Walter Maria Kersting
- Uwe Kiessler
- Ludger Kilian
- Harald Kimpel
- Gertrud Kleinhempel
- Odo Klose
- Karl Klühspieß
- Margarete Knüppelholz-Roeser
- Moissey Kogan
- Hans P. Koellmann
- Ludwig König
- Ernst Kühn
- Hugo Kükelhaus
- Klaus Küster
- Ferdinand Kramer
- Ingrid Krau
- Claudia Kromrei
- Günter Kupetz
- Emil Lange
- Carl Langhein
- Heinrich Lauterbach
- Josef Lehmbrock
- Hans Leistikow
- El Lissitzky
- Hans Luckhardt
- Wassili Luckhardt
- Johannes Ludovicus Mathieu Lauweriks
- Richard Luksch
- Gerhard Marcks
- Ewald Mataré
- Ernst May
- Kaiser-Wilhelm-Museum
- Erich Mendelsohn
- Wolfgang Meisenheimer
- Elisabeth Merk
- Georg Metzendorf
- Ludwig Mies van der Rohe
- Leberecht Migge
- Bruno Möhring
- Georg Muche
- Anna Muthesius
- Hermann Muthesius
- Moriz Nähr
- Friedrich Naumann
- Walter Neuhäusser
- Hans Neumann
- Karl Ernst Osthaus
- Ludwig Paffendorf
- Bernhard Pankok
- Bruno Paul
- Werner Paulussen
- Max Pechstein
- Franz Pesch
- Hans Poelzig
- Julius Posener
- Karl Poser
- Walfried Pohl
- Karl Pregizer
- Jan Thorn Prikker
- Peter Raacke
- Adolf Rading
- Jochen Rahe (Gründer der Werkbundakademie Darmstadt)
- Dieter Rams
- Walther Rathenau
- Carl Rehorst
- Lilly Reich
- Albert Reimann
- Albert Renger-Patzsch
- Paul Renner
- Richard Riemerschmid
- Alexander Michailowitsch Rodtschenko
- Gregor Rosenbauer
- Sonja Rossa-Banthien
- Walter Rossow
- Werner Ruhnau
- Hans Scharoun
- Peter Scheller
- Anton Schickel
- Otto Schily
- Karl Schmidt-Hellerau
- Hugo Schmölz
- Erich Schneider-Wessling
- Adelheid Schönborn
- Willy Schönefeld
- Fritz Schopohl
- Werner Schriefers
- Rudolf Alexander Schröder
- Fritz Schumacher
- Reinhard Schulze
- Fritz Schupp
- Margarete Schütte-Lihotzky
- Walter Schwagenscheidt
- Rudolf Schwarz
- Will Schwarz
- Fritz Schwerdt
- Hans Schwippert
- Mia Seeger
- Ferdinand Selle
- Bernd Sikora
- Anna Simons
- Hans Soeder
- Carl Sonntag jun.
- Friedrich Spengelin
- Werkstätten Bernard Stadler Paderborn
- Anton Stankowski
- Heinz Stoffregen
- Ludwig Sütterlin
- Heinrich Straumer
- Gustav Stresemann
- Bruno Taut
- Max Taut
- Heinrich Tessenow
- Christiane Thalgott
- Paul Thiersch
- Emil Thormählen
- Walter Tiemann
- Therese Trethan
- Paul Ludwig Troost
- Otto Ubbelohde
- Henry van de Velde
- Theodor Veil
- Otto Voelckers
- Heinrich Vogeler
- Fritz Wärndorfer
- Wilhelm Wagenfeld
- Rena Wandel-Hoefer
- Otto Wagner
- Udo Weilacher
- Anton Wendling
- Edward Weston
- Alfred Wiener
- Werner Wirsing
- Karl With
- Dieter Witte
- Carl Wolbrandt
- Georg Wrba
- Christoph Zöpel
- Peter Zlonicky
- Berta Zuckerkandl

Die Satzung wurde erstmals am 12. Juli 1908 ergänzt.